# 张洪川
张洪川（1968年—），重庆市人，苗族，中华人民共和国政治人物、第十二届全国人民代表大会重庆地区代表。
毕业于中央党校法律专业。加入中国共产党。2013年，担任全国人大代表。